# Погорелова, Бронислава Матвеевна
Бронислава Матвеевна Погорелова (урождённая Рунт; 1885, Варшава — 1983) — русская переводчица и редактор. Сестра Иоанны Брюсовой, свояченица Валерия Брюсова.
В раннем детстве переехала с семьёй в Москву, где её отец, чех Матвей Францевич Рунт, поступил на работу литейным мастером на завод братьев Бромлей (в дальнейшем завод «Красный пролетарий»). Благодаря замужеству старшей сестры рано вошла в среду московских литераторов, писала рецензии для журнала «Весы», вела переписку с читателями, в 1905 году исполняла обязанности секретаря редакции. Сотрудничала также с издательством «Скорпион». В этот же период выступила как переводчик французской прозы, опубликовав первый русский перевод «Жестоких рассказов» Вилье де Лиль-Адана (1907). Годом позже в переводе Брониславы Рунт вышли рассказы Эркман-Шатриана, в 1913 г. — повесть Анри де Ренье «Первая страсть» (дважды, в 1923 и 1927 гг., переизданная затем издательством «Academia») и биографический очерк Жозефа Орсье об Агриппе Неттесгеймском. С 1914 г. редактировала еженедельный журнал «Женское дело», в котором напечатала, в частности, собственные очерки о стихах Анны Ахматовой и Любови Столицы. В 1910-е гг. была хозяйкой домашнего литературного салона, в котором, по воспоминаниям его завсегдатая Дон-Аминадо, бывали Владислав Ходасевич, Владимир Маяковский, Вадим Шершеневич, Георгий Якулов и другие заметные фигуры.
В 1923 г. эмигрировала из СССР. В годы эмиграции печаталась мало. В 1953 г. опубликовала в «Новом журнале» мемуарный очерк «Валерий Брюсов и его окружение».